# Hôtel de ville de Gy
L'hôtel de ville de Gy est un hôtel de ville situé à Gy, en France.

## Localisation
L'hôtel de ville est situé sur la commune de Gy, dans le département français de la Haute-Saône.

## Historique
Conçu en 1846, ce superbe hôtel de ville néoclassique a été construit sur les dessins du grand architecte bisontin Alphonse Delacroix (1807-1878) en 1847-1849.
L'édifice est inscrit au titre des monuments historiques le 29 octobre 1975, notamment ses façades et toitures.